# 2007年中国中央电视台春节联欢晚会
2007年中国中央电视台春节联欢晚会、央视猪年春晚、丁亥年春晚是中国中央电视台（CCTV）于2007年2月17日（农历丙戌十二月三十除夕）为庆祝猪年新年举办的综艺性文艺晚会，于当晚20:00播出。此次春晚总导演由金越担任，司仪由朱军、周涛、李咏、董卿、张泽群、刘芳菲共同担任。本次春晚因出现诸如黑色三分钟、小品抄袭等事件而饱受争议，赵本山的小品《策划》成为观众最为喜欢的节目。

## 节目单
| 序号 | 类型                        | 节目名                                                                    | 表演者                                                                                          |
| 1    | 开场歌舞                    | 《花开中国年》                                                            | 陈莉莉、严当当、谌蓉、马一鸣                                                                    |
| 2    | 歌曲《欢乐和谐·民族情》     | 藏族敬酒歌 朝鲜族敬酒歌 彝族敬酒歌 维吾尔族敬酒歌 蒙古族敬酒歌 苗族敬酒歌 | 香格里拉组合 卞英花 李怀秀、李怀福、新稻子组合 阿尔法 齐峰 阿幼朵、朵蝶朵阿组合                 |
| 3    | 相声                        | 《咱村里的事》                                                            | 冯巩、李志强                                                                                    |
| 4    | 歌组合《欢乐和谐·流行色一》 | 《桃花朵朵开》 《竹林风》 《今天你要嫁给我》                              | 阿牛（馬來西亞） 韩雪 陶喆（台灣）、蔡依林（台灣原住民）                                        |
| 5    | 相声                        | 《免费电话》                                                              | 李金斗、大兵、赵卫国                                                                            |
| 6    | 歌曲                        | 《和谐乐章》                                                              | 宋祖英                                                                                          |
| 7    | 杂技                        | 《俏花旦》                                                                | 中国杂技团                                                                                      |
| 8    | 小品                        | 《送礼》                                                                  | 郭达、蔡明、句号、王晴                                                                          |
| 9    | 联唱《欢乐和谐·家乡美》     | 《众手浇开幸福花》 《九九艳阳天》 《雪莲献北京》 《马铃儿响来玉鸟儿唱》   | 马玉涛、郁钧剑、王莹 李光羲、蔡国庆、李丹阳、王丽达 才旦卓玛、宗庸卓玛、茸芭莘娜 胡松华、刘媛媛 |
| 10   | 舞蹈                        | 《小城雨巷》                                                              | 南京军区前线歌舞团                                                                              |
| 11   | 小品                        | 《将爱情进行到底》                                                        | 潘长江、金玉婷                                                                                  |
| 12   | 歌曲                        | 《老婆老公我爱你》                                                        | 火风、庞龙、姚贝娜、刘岚                                                                        |
| 13   | 小品                        | 《考验》                                                                  | 黄宏、牛莉、雷恪生                                                                              |
| 14   | 歌曲                        | 《在那遥远的地方》                                                        | 韩红、郝歌                                                                                      |
| 15   | 少儿情景歌舞                | 《阳光下的花朵》                                                          | 海娃艺术团                                                                                      |
| 16   | 歌舞《欢乐和谐·四季风》     | 春 夏 秋 冬                                                               | 成都军区战旗文工团 大连市艺术学校、吉林歌舞团 广东省民族歌舞团 中央民族歌舞团                   |
| 17   | 歌组合《欢乐和谐·流行色二》 | 《隐形的翅膀》 《越唱越强》                                               | 张韶涵（台灣） 容祖儿（香港）                                                                   |
| 18   | 武术                        | 《行云流水》                                                              | 王亚彬、国家集训队、河南塔沟武术学校                                                            |
| 19   | 小品                        | 《回家》                                                                  | 郭冬临、邵峰                                                                                    |
| 20   | 舞蹈                        | 《飞弦踏春》                                                              | 西藏自治区拉孜县农民艺术团                                                                      |
| 21   | 相声                        | 《我惯着他》                                                              | 赵炎、周炜                                                                                      |
| 22   | 联唱《欢乐和谐·军旅魂》     | 《我爱这蓝色的海洋》 《打靶归来》 《我爱祖国的蓝天》                      | 霍勇、吕薇 刘斌、陈思思 佟铁鑫、王莉                                                            |
| 23   | 舞蹈                        | 《进城》                                                                  | 东北师范大学                                                                                    |
| 24   | 朗诵                        | 《心里话》                                                                | 北京海淀行知实验学校                                                                            |
| 25   | 歌曲                        | 《万家灯火》                                                              | 廖昌永、张也、谭晶                                                                              |
| 26   | 小品                        | 《策划》                                                                  | 赵本山、宋丹丹、牛群                                                                            |
| 27   | 歌曲                        | 《报答》                                                                  | 彭丽媛                                                                                          |
| 28   | 小品                        | 《假话真情》                                                              | 严顺开、林永健、刘小梅、刘桂娟                                                                  |
| 29   | 歌曲                        | 《孝敬父母》                                                              | 吕继宏、张燕、王宏伟、刘一桢                                                                    |
| 30   |                             | 零点钟声                                                                  |                                                                                                 |
| 31   | 戏曲                        | 《天上人间共和谐》                                                        | 于魁智、朱世慧、何赛飞                                                                          |
| 32   | 联唱《欢乐和谐·好光景》     | 《回娘家》 《扒根芦柴花》 《献花》 《太阳出来喜洋洋》                     | 梦鸽、魏金栋、刘和刚、雷佳 高畅、马晓晨 耿卫华、陈小涛 师鹏、亚民                               |
| 33   | 联唱《欢乐和谐·闹新春》     | 《祝愿歌》 《我多想》 《爱的奉献》 《思念》 《今儿高兴》                  | 马薇、耿宁 金波、浩天 赵青 水木年华 熊汝霖、海鸣威                                              |
| 34   | 结束曲/片尾曲               | 《难忘今宵》（最后一曲）                                                  | 王霞、袁晨野、范竞马、钟丽燕                                                                    |

## 奖项
资料来源

### 歌舞
| 节目名                               | 表演者                            | 奖项等级 |
| ------------------------------------ | --------------------------------- | -------- |
| 《小城雨巷》                         | 南京军区前线文工团                | 一等奖   |
| 《飞弦踏春》 《和谐乐章》            | 西藏自治区拉孜县农民艺术团 宋祖英 | 二等奖   |
| 《报答》 《在那遥远的地方》 《进城》 | 彭丽媛 韩红、郝歌 东北师范大学    | 三等奖   |

### 小品
| 《策划》                                 | 赵本山、宋丹丹、牛群                                             | 一等奖 |
| 《送礼》 《回家》                        | 郭达、蔡明、句号、王晴 郭冬临、邵峰                              | 二等奖 |
| 《考验》 《将爱情进行到底》 《假话真情》 | 黄宏、牛莉、雷恪生 潘长江、金玉婷 严顺开、林永健、刘小梅、刘桂娟 | 三等奖 |

### 戏曲、曲艺、其它
| 《俏花旦》                                              | 中国杂技团                                                                                                  | 一等奖 |
| 《咱村的事》 《免费电话》                               | 冯巩、李志强 李金斗、大兵、赵卫国                                                                           | 二等奖 |
| 《行云流水》 《天上人间共和谐》 《我惯着它》 《心里话》 | 周斌、马建超、国家武术集训队、河南少林寺塔沟武术学校 于魁智、朱世慧、何赛飞 周炜、赵炎 北京海淀行知实验学校 | 三等奖 |

## 争议

### 猪年很少有猪
2007年是丁亥猪年，但只有小品《考验》中出的台词“猪年生个小金猪”等屈指可数的几个“猪”字之外，几乎从头到尾没有提过“猪”字，根據春晚總導演金越的解釋这是为了照顾中国穆斯林的忌讳。伊斯兰教认为猪、狗是不洁动物，中国穆斯林将“猪”这个字视为忌讳。

### 黑色三分钟
零点报时几位主持人之间互相抢词，被称作春晚“黑色三分钟”，成为春晚历史上著名的争议事件。
在张泽群背完对联后，李咏以他平时擅长的主持风格接话：“我们即将送走丙戌迎来丁亥了啊，在新的一年里呢，我们六位主持人也要祝现场的还有电视机前的观众朋友们，尤其是今年啊生下宝宝的妈妈同志们……”未等李咏说完，朱军突然高声插话说：“亲爱的朋友们，零点的钟声就要敲响了，一个崭新的春天即将到来。”被突然打断的李咏则下意识“啊”了一声。而在朱军要说到“一个崭新的春天”的时候，李咏还插了一句话，但朱军突然加大声音坚定地说完了这句台词。在周涛接着朱军的“一个崭新的春天即将到来”说出“我们分明已经感到春天的脚步在叩响我们每一颗心”之后，董卿的接话又出现了停顿。快1秒钟后，她才说出“让我们带着和美与和顺去迎接生活的希望与收获”。刘芳菲说“随着春天钟声的敲响，让我们把这新春最衷心最美好的祝愿……”之后居然没有主持人接话，台上出现了尴尬的空白。差不多2秒钟后，周涛说出了“播撒在祖国的大地上”。其后在说“喜迎花开中国年”时又和李咏说的“播撒在中国人的心目当中”撞车了。但还没有完，零点报时之后六人合说的八个字的主持词再次出现混乱。朱军说完“在这美好的时刻，让我们共同祝愿中华民族”后，有高喊“和顺和美，国泰民安”的，也有高喊“和谐兴旺，国泰民安”的，总之是含混不清。说完这最后一句话后，李咏率先转身而去。有报道称，当晚事后，朱军和李咏曾在后台大打出手。
事后总导演金越披露导致“黑色三分钟”的原因：因为语言类节目的时间超过预期，为了不影响到零点准时报时而将本该在零点前表演的一个节目改到了零点之后，这却导致在原台词中留出了约三分钟的空缺，于是又要求主持人临时增加了预案。突然的变故让大家有所慌乱，而在第一个错误出现后便如滚雪球般逐渐扩大，“主持人如能严格执行指挥的话，肯定不会有这种事情”。但他背地里也透露主持人（李咏、朱军等）把自己当成明星，有不少自我发挥的成分。

### 小品抄袭
冯巩的《咱村里的事》喝三大碗水被指有抄袭陈佩斯吃面条的创意，潘长江的小品《将爱情进行到底》故事结构与小小说《网情》过于相似，黄宏的《考验》里弹未来岳父光头的片段，被指抄袭了周星驰《整蛊专家》桥断。而3个涉嫌抄袭节目统统有奖拿，网友纷纷公开质疑评选的公正性。

## 评论
东方网认为春晚骂的多，赞的少主要有以下原因：一是鼓掌叫好的托儿越来越明显，二是小品抄袭严重，三是零星的几个港台明星丝毫吸引不了观众的眼球。
三十位父母属于在北京从事这种低收入职业的海淀区行知实验小学学生演绎的朗诵《心里话》饱受争议，新闻晚报指出春晚的编导们没有考虑这些孩子的自尊，华丽的春晚舞台因为这群孩子而变得异常严肃而凝重。
赵本山小品《策划》讲述的是黑土家一只公鸡下了蛋，牛群得知这个消息后就策划着搞一次炒作，把这只公鸡炒成名鸡。很多观众认为赵本山这次小品要讽刺的是娱乐圈，让大家笑声阵阵，被称为“本山救春”。
中国民间文艺家协会主席冯骥才说“每年大家都说‘春晚’不好，挑毛病，但如果哪一天‘春晚’不办了，大家一定会感到失落”，“除夕夜看‘春晚’已成为中国人的新年俗。”中国民俗学会会长刘魁立认为“春晚”在一定程度上夺走了人们的时间和空间，使人们变得封闭。